# 福田正夫賞
福田正夫賞（ふくだまさおしょう）は、「福田正夫詩の会」が主催する優れた現代詩の詩集に贈られる文学賞。大正から昭和時代に活躍した民衆詩派の詩人、福田正夫の業績を記念して没後35年に当たる1987年に創設された。「新人の発掘、および現代詩壇への貢献」を目的とする。

## 受賞作
| 回（年度）         | 受賞者     | 受賞作                                       |
| ------------------ | ---------- | -------------------------------------------- |
| 第1回（1987年度）  | 以倉紘平   | 『日の門』（詩学社）                         |
| 第2回（1988年度）  | 若松丈太郎 | 『海のほうへ海のほうから』（花神社）         |
| 第3回（1989年度）  | 桃谷容子   | 『黄金の秋』（詩学社）                       |
| 第4回（1990年度）  | 塚田高行   | 『声の木』（詩学社）                         |
| 第5回（1991年度）  | 草間真一   | 『オラドゥルへの旅』（詩人会議）             |
| 第6回（1992年度）  | 伊藤芳博   | 『どこまで行ったら嘘は嘘？』（書房ふたば）   |
| 第7回（1993年度）  | 松島雅子   | 『神様の急ぐところ』（詩学社）               |
| 第8回（1994年度）  | 金井雄二   | 『動きはじめた小さな窓から』（ふらんす堂）   |
| 第9回（1995年度）  | 黒羽由紀子 | 『夕日を濯く』（国文社）                     |
| 第10回（1996年度） | 麻生秀顕   | 『部屋』（土曜美術社出版販売）               |
| 第11回（1997年度） | 吉田章子   | 『小さな考古学』（書肆青樹社）               |
| 第12回（1998年度） | 田村周平   | 『アメリカの月』（ガル出版企画）             |
| 第13回（1999年度） | 苗村吉昭   | 『武器』（編集工房ノア）                     |
| 第14回（2000年度） | 松田悦子   | 『ジジババ』(私家版)                         |
| 第14回（2000年度） | 李美子     | 『遥かな土手』（土曜美術社出版販売）         |
| 第15回（2001年度） | 秋元炯     | 『血まみれの男』（土曜美術社出版販売）       |
| 第16回（2002年度） | 石井春香   | 『砂の川』（編集工房ノア）                   |
| 第17回（2003年度） | 畑田恵利子 | 『無数のわたしがふきぬけている』（詩学社）   |
| 第18回（2004年度） | 早矢仕典子 | 『水と交差するスピード』（詩学社）           |
| 第19回（2005年度） | 中村明美   | 『ねこごはん』（ジャンクション・ハーベスト） |
| 第20回（2006年度） | 小網恵子   | 『浅い緑、深い緑』（水仁舎）                 |
| 第21回（2007年度） | 田中裕子   | 『美しい黒』（侃侃社）                       |
| 第22回（2008年度） | 斉藤なつみ | 『私のいた場所』（砂子屋書房）               |
| 第23回（2009年度） | 渡ひろこ   | 『メール症候群』（土曜美術社出版販売）       |
| 第24回（2010年度） | 富山直子   | 『マンモスの窓』（水仁舎）                   |
| 第25回（2011年度） | 渋谷卓男   | 『雨音』（ジャンクション・ハーベスト）       |
| 第26回（2012年度） | 大城さよみ | 『ヘレンの水』（本多企画）                   |
| 第27回（2013年度） | 塩野とみ子 | 『桃を食べる』（土曜美術社出版販売)          |
| 第28回（2014年度） | 吉川伸幸   | 『こどものいない夏』（土曜美術社出版販売)    |
| 第29回（2015年度） | 八木真央   | 『うそつき わたし もっと』（三宝社）         |
| 第30回（2016年度） | 金井裕美子 | 『ふゆのゆうれい』（書肆山住）               |
| 第31回（2017年度） | 宮城ま咲   | 『よるのはんせいかい』（土曜美術社出版販売） |
| 第32回（2018年度） | 高島りみこ | 『海を飼う』（待望社）                       |
| 第33回（2019年度） | 与那覇恵子 | 『沖縄から見えるもの』（コールサック社）     |
| 第34回（2020年度） | 遠藤ヒツジ | 『しなる川岸に沿って』（文化企画アオサギ）   |
| 第35回（2021年度） | 椿美砂子   | 『青売り』（土曜美術社出版販売）             |
| 第36回（2022年度） | 篠崎フクシ | 『ビューグルがなる』（土曜美術社出版販売）   |
| 第37回（2023年度） | 井嶋りゅう | 『影』（文化企画アオサギ）                   |